# 宮妻峡

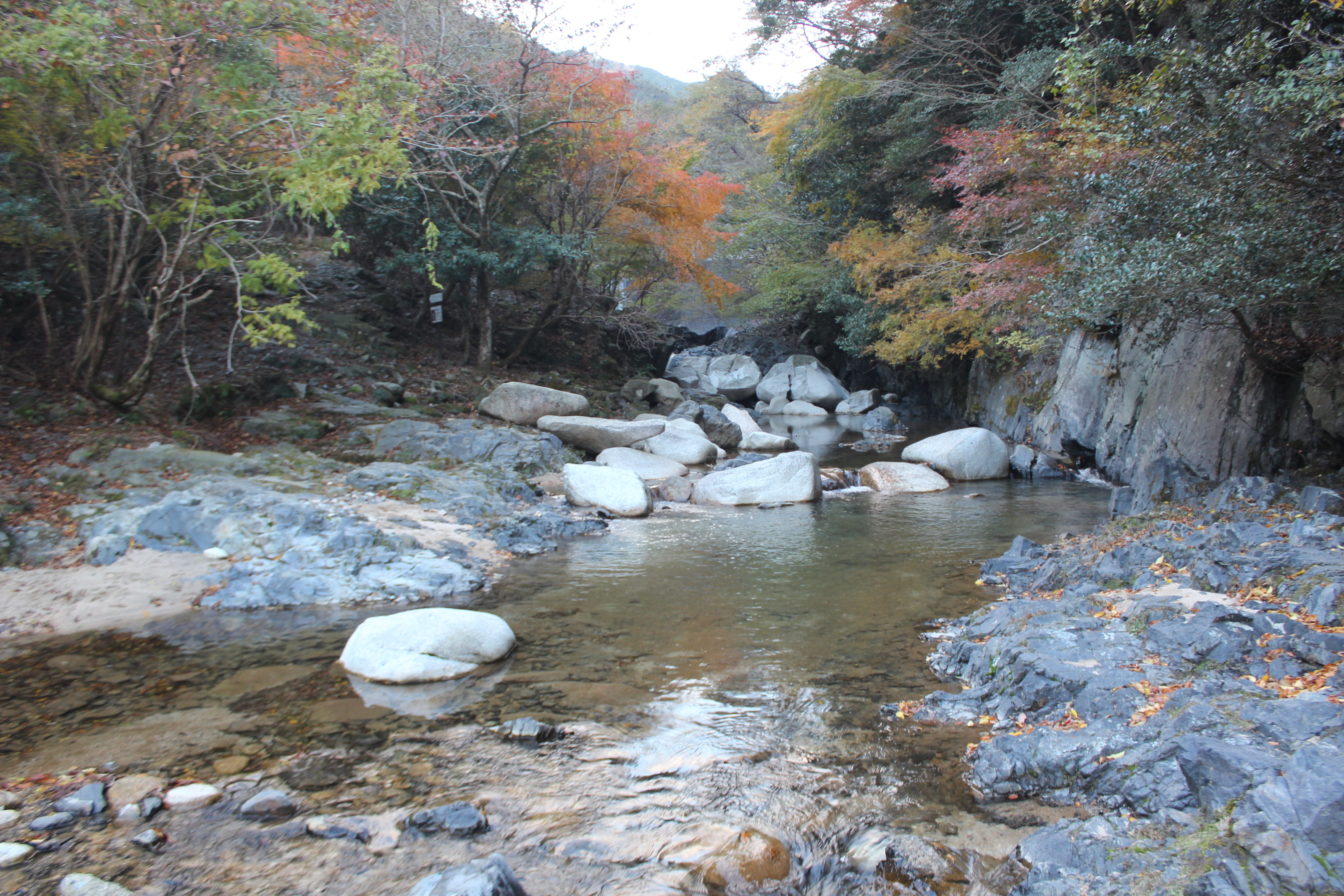
宮妻峡（内部川上流部本流、平常は緩やかな流れ、入道ヶ岳への登山道新道コースの渡渉点）

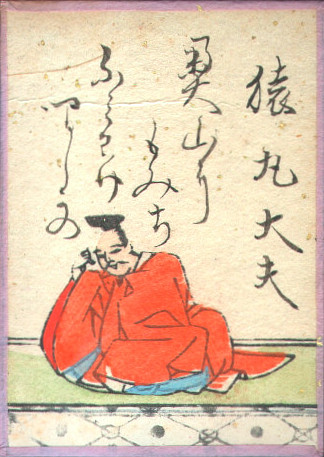
猿丸大夫（百人一首より）

宮妻峡（みやづまきょう）は、三重県四日市市、鈴鹿市に跨る鈴鹿川支流、内部川上流の渓谷。鈴鹿国定公園内にある。

## 概要
鈴鹿山脈の峰に挟まれ、間を清流が流れる。特に紅葉谷として知られ、中でも四日市市水沢の紅葉谷は江戸時代の歴代藩主土方義苗がモミジ以外の木を除去し、モミジだけを育ててきた地で、紅葉の季節になると真っ赤に色づく。下部の四日市市宮妻町山の坊では、毎年11月後半に水沢もみじ祭りが開催されている。百人一首で詠われている猿丸大夫の詩
はこの地で詠まれたといわれており、歌碑が立てられていた。一帯は中京圏屈指の行楽スポットとしても知られ、登山、ハイキング、キャンプ、渓流釣りなどのアウトドアの拠点となっている。2004年（平成16年）の台風6号では遊歩道が崩壊するなどして、大きな被害を受けた。

## 宮妻峡キャンプ場
宮妻峡キャンプ場（みやづまきょうキャンプじょう）は、三重県四日市市の宮妻峡（内部川上流部左岸）にあるキャンプ場。営業期間は4-11月。バンガロー、テント、山の家、山荘などの施設がある。宮妻峡の駐車場が隣接する。入道ヶ岳の新道コースの登山道の登山口となっている。

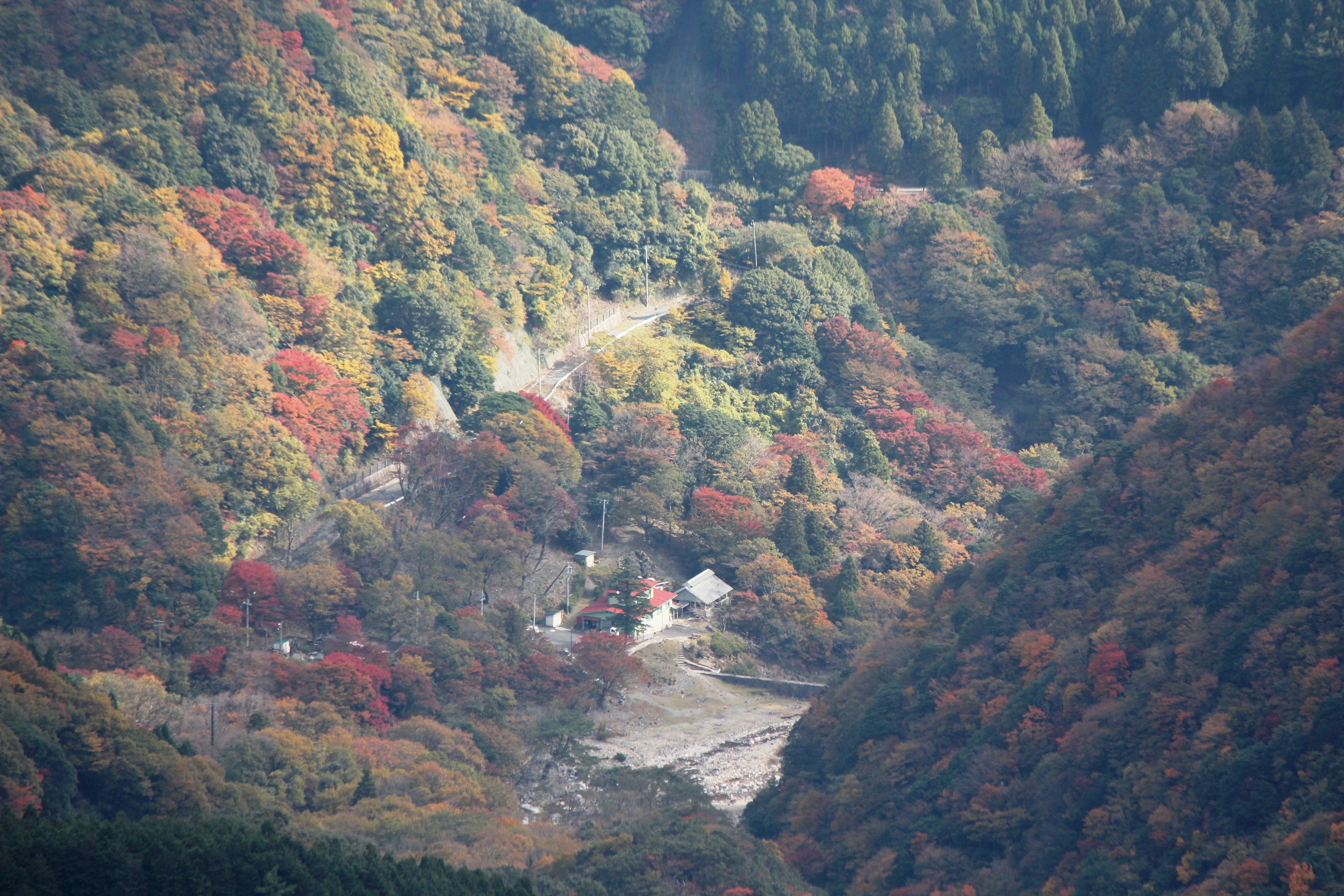
西側の水沢岳から見下ろす宮妻峡ヒュッテ周辺（紅葉シーズン、2013年11月）

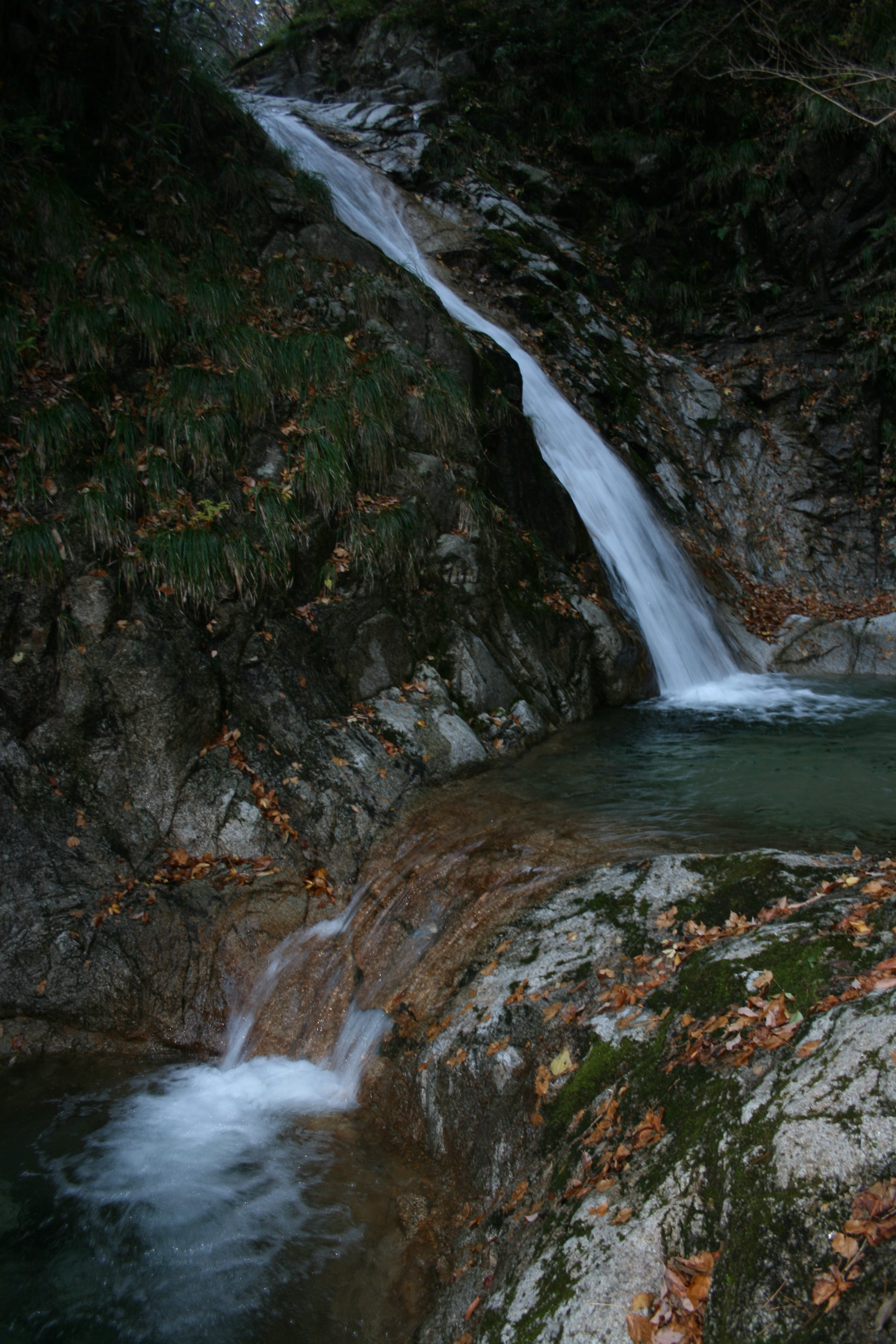
宮妻峡上部の内部川本流の不動滝

## 宮妻峡ヒュッテ
宮妻峡ヒュッテ（みやづまきょうヒュッテ）は、三重県四日市市の宮妻峡（内部川上流部左岸、標高約330 m）にある四日市が管理する通年営業の宿泊施設。1978年（昭和53年）3月に竣工された木造地上2階、延床面積：214.5 m2、定員46人の施設。所在地は三重県四日市市水沢町字冠山28、宮妻峡キャンプ場が近隣にある。アウトドアの拠点となる施設で、食事の提供はなく、登山者やハイカーに山小屋としても利用されている。

## 地理
三重県と滋賀県との県境である水沢岳と宮指路岳との鞍部に水沢峠（すいざわとうげ、標高866 m）の東2.1 kmに位置する。鈴鹿川水系の支流である内部川の上流部に位置し、伊勢湾へと流れる。上流には不動滝がある。周辺にはヤマビル、ニホンザル、ニホンジカなどが生息し、煙水晶が産出されている。

### 周辺の山
鈴鹿山脈南部の東面に位置し、雲母峰、鎌ヶ岳、水沢岳、入道ヶ岳に囲まれた渓谷である。宮妻峡の最奥にある水沢岳は宮越山とも呼ばれている。
| 山容                                                                                                 | 名称              | 標高 （m） | 三角点等級 基準点名             | 宮妻峡からの 方角と距離（km） | 備考                                         |
| --- | ----------------- | ---------- | ------------------------------- | ----------------------------- | -------------------------------------------- |
| 鎌ヶ岳から望む御在所岳（2001年11月19日）                                                             | 御在所岳          | 1,212      | （一等）「御在所山」 (1209.37m) | 北北西 4.1                    | 関西百名山 日本二百名山 鈴鹿セブンマウンテン |
| 雲母峰から望む鎌ヶ岳（2009年11月23日）                                                               | 鎌ヶ岳            | 1,161      |                                 | 北西 2.1                      | 関西百名山 鈴鹿セブンマウンテン              |
| 宮妻峡方面から望む水沢岳（2009年11月23日）                                                           | 水沢岳 （宮越山） | 1029.24    | 三等 「冠山」                   | 西 2.0                        | すいざわだけ （みやごしやま）                |
| 鎌ヶ岳から望む雲母峰（2001年11月19日）                                                               | 雲母峰            | 888.09     | 三等 「吉良々山」               | 北東 1.7                      | きららみね                                   |
| 宮妻峡（内部川上流部本流、平常は緩やかな流れ、入道ヶ岳への登山道新道コースの渡渉点、2013年11月21日） | 宮妻峡            | 約380      |                                 | 0                             | 内部川上流の渓谷                             |
| 鎌ヶ岳から望む入道ヶ岳（2010年6月2日）                                                               | 入道ヶ岳          | 905.54     | 三等 「入道岳」                 | 南南西 1.4                    | 鈴鹿セブンマウンテン                         |

### 交通・アクセス
三重県道44号宮妻峡線が四日市市水沢町の宮妻口まで通じ、内部川左岸沿いに宮妻峡まで唯一の道路が通じ、その上流部に入道ヶ岳の北面へ宮妻林道が通じる。下流側の宮妻口には東海自然歩道が通っている。鎌倉時代に近江商人が通行していた水沢峠を越える道が、近江と伊勢を結ぶ一つの経路として近世まで利用されていた。宮妻口にはモミジの名所である楓渓がある。湯の山温泉の南3 kmに位置する。
三重交通水沢（笹川）線の終点である宮妻口バス停の西北西2 kmに位置する。
近鉄湯の山線 湯の山温泉駅の南西4 kmに位置し、四日市あすなろう鉄道内部駅の西北西15 kmに位置する。
JR関西本線 四日市駅の西18 kmに位置する。
東名阪自動車道の四日市インターチェンジの西10 kmに位置する。

## 登山口
宮妻峡からは周辺の鈴鹿山脈南部の山へ以下の登山道が開設されている。

### 鎌ヶ岳（カズラ谷コース）
宮妻峡 - 林道 - カズラ谷 - 四日市市と菰野町との境界稜線 - 岳峠 - 鎌ヶ岳

### 入道ヶ岳（新道コース）
宮妻峡 - 渡渉点 - 急な尾根 - 宮妻林道分岐 - 北ノ頭 - 入道ヶ岳

### 水沢岳（水沢峠経由）
宮妻峡 - 宮妻林道 - 水沢峠 - 水沢岳
鈴鹿山脈の縦走路のピークの一つとして登られている山。

### 雲母峰（小林新道）
宮妻口 - 東海自然歩道 - 小林新道 - 雲母峰2峰 - 雲母峰
宮妻口方面からは南側の尾根を利用したコースもある。